# Pangasinan (provincie)
Pangasinan is een provincie van de Filipijnen. Het maakt deel uit van regio I (Ilocos Region) en ligt in het noordwesten van Luzon aan de Zuid-Chinese Zee. De hoofdstad van de provincie is Lingayen. Bij de census van 2015 telde de provincie bijna 3 miljoen inwoners.

## Geografie

### Bestuurlijke indeling
Pangasinan is onderverdeeld in 44 gemeenten en 4 steden.

#### Steden
- Alaminos
- Dagupan City
- San Carlos City
- Urdaneta City

#### Gemeenten
- Agno
- Aguilar
- Alcala
- Anda
- Asingan
- Balungao
- Bani
- Basista
- Bautista
- Bayambang
- Binalonan
- Binmaley
- Bolinao
- Bugallon
- Burgos
- Calasiao
- Dasol
- Infanta
- Labrador
- Laoac
- Lingayen
- Mabini
- Malasiqui
- Manaoag
- Mangaldan
- Mangatarem
- Mapandan
- Natividad
- Pozzorubio
- Rosales
- San Fabian
- San Jacinto
- San Manuel
- San Nicolas
- San Quintin
- Santa Barbara
- Santa Maria
- Santo Tomas
- Sison
- Sual
- Tayug
- Umingan
- Urbiztondo
- Villasis

### Klimaat

#### Neerslag en luchtvochtigheid
De neerslag in de provincie Pangasinan wordt gekenschetst door twee duidelijke te onderscheiden seizoenen. Het droge seizoen loopt normaal gesproken van april tot november en het natte seizoen van november tot april. Dit neerslagtype wordt in de Filipijnen wel neerslagtype I genoemd. Zoals ook uit de tabel hieronder blijkt zijn de natste maanden in de stad Dagupan City normaal gesproken de maanden mei tot en met oktober.
| Dagupan City                      | jan | feb | mar | apr | mei | jun | jul | aug | sep | okt | nov | dec | jaar |
| --------------------------------- | --- | --- | --- | --- | --- | --- | --- | --- | --- | --- | --- | --- | ---- |
| Gemiddelde neerslag (cm)          | 1   | 1   | 2   | 7   | 21  | 32  | 45  | 44  | 34  | 16  | 7   | 2   | 218  |
| Hoogst gemeten gem. neerslag (cm) | 5   | 6   | 14  | 33  | 92  | 99  | 93  | 93  | 94  | 60  | 35  | 14  | 332  |
| Laagst gemeten gem. neerslag (cm) | 0   | 0   | 0   | 0   | 2   | 2   | 1   | 6   | 1   | 0   | 0   | 0   | 124  |
| Gem. luchtvochtigheid ochtend (%) | 85  | 84  | 84  | 84  | 88  | 91  | 92  | 94  | 94  | 92  | 89  | 86  | 88   |
| Gem. luchtvochtigheid avond (%)   | 71  | 69  | 69  | 70  | 75  | 77  | 79  | 82  | 80  | 78  | 75  | 72  | 75   |
| bron: Weatherbase                 |     |     |     |     |     |     |     |     |     |     |     |     |      |

#### Temperatuur
De temperatuur in Pangasinan is net als in de rest van de laaggelegen gedeelten van de Filipijnen gemiddeld hoog. In de onderstaande tabel is te zien dat de gemiddelde temperatuur in de stad Dagupan City over het jaar heen gemiddeld 27 °C is met een gemiddelde maximumtemperatuur van 29 °C en een gemiddelde minimumtemperatuur van 26 °C.
| Dagupan City              | jan | feb | mar | apr | mei | jun | jul | aug | sep | okt | nov | dec | jaar |
| ------------------------- | --- | --- | --- | --- | --- | --- | --- | --- | --- | --- | --- | --- | ---- |
| Gemiddelde temp. (°C)     | 26  | 26  | 28  | 29  | 29  | 28  | 28  | 27  | 28  | 28  | 27  | 26  | 27   |
| Gem. maximumtemp. (°C)    | 30  | 30  | 32  | 33  | 33  | 31  | 31  | 30  | 31  | 31  | 30  | 30  | 31   |
| Gem. minimumtemp. (°C)    | 22  | 22  | 23  | 25  | 26  | 25  | 25  | 25  | 25  | 25  | 24  | 22  | 24   |
| Hoogst gemeten temp. (°C) | 37  | 37  | 38  | 39  | 42  | 38  | 38  | 38  | 40  | 42  | 34  | 37  | 42   |
| Laagst gemeten temp. (°C) | 13  | 18  | 18  | 17  | 18  | 16  | 22  | 17  | 10  | 20  | 11  | 16  | 10   |
| bron: Weatherbase         |     |     |     |     |     |     |     |     |     |     |     |     |      |

## Demografie
Pangasinan had bij de census van 2015 een inwoneraantal van 2.956.726 mensen. Dit waren 176.864 mensen (6,4%) meer dan bij de vorige census van 2010. Ten opzichte van de census van 2000 was het aantal inwoners gegroeid met 522.640 mensen (21,5%). De gemiddelde jaarlijkse groei in die periode kwam daarmee uit op 1,18%, hetgeen lager was dan het landelijk jaarlijks gemiddelde over deze periode (1,72%).

De bevolkingsdichtheid van Pangasinan was ten tijde van de laatste census, met 2.956.726 inwoners op 5451,01 km², 542,4 mensen per km².

## Bestuur en politiek

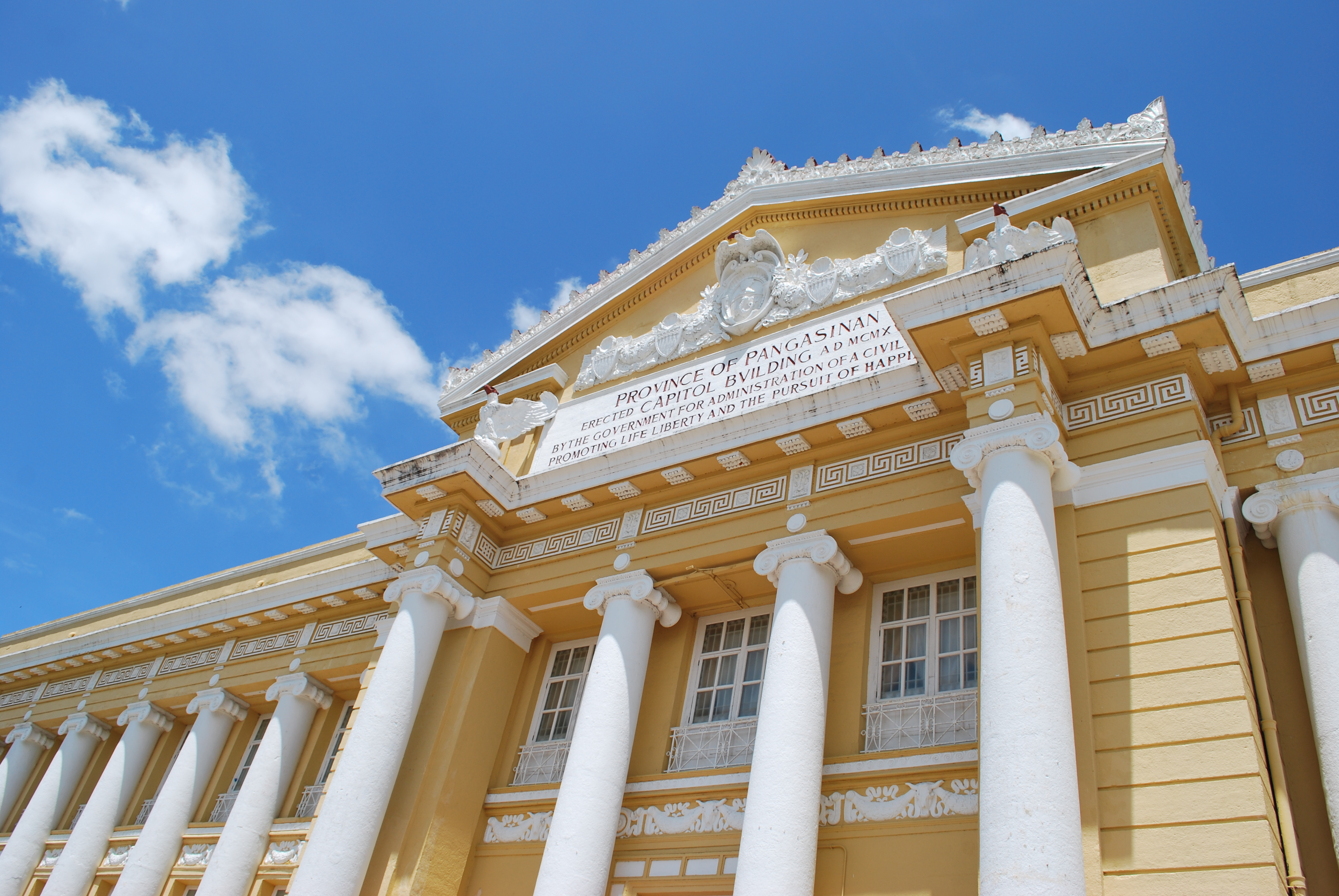
Het provinciehuis van Pangasinan

De belangrijkste bestuurder van een provincie in de Filipijnen is de gouverneur. De gouverneur wordt elke drie jaar gekozen en is het hoofd van het provinciale bestuur en de uitvoerende organen. De huidige gouverneur van de provincie Pangasinan is Amado Espino jr.. Hij werd bij de verkiezingen van 2013 herkozen voor een derde termijn en dus laatste opeenvolgende termijn. De vicegouverneur, momenteel Jose Z. Calimlim jr., is voorzitter van de provinciale raad. Deze provinciale raad is samengesteld uit twaalf leden, waarbij elk van de zes provinciale districten twee gekozen afgevaardigden heeft.
Lijst van gouverneurs van Pangasinan sinds 1901
- 1901 - 1902 Perfecto Sison
- 1902 - 1906 Macario Favilla
- 1906 - 1908 Isabelo Artacho
- 1908 - 1909 Antonio Sison
- 1910 - 1912 Juan Alvear
- 1912 - 1916 Aquilino Calvo
- 1916 - 1922 Daniel Maramba
- 1922 - 1928 Teofilo Sison
- 1928 - 1928 Pedro Quintans
- 1928 - 1931 Bernabe B. Aquino
- 1931 - 1940 Servillano dela Cruz
- 1941 - 1944 Santiago Estrada
- 1945 - 1946 Sofronio C. Quimson
- 1946 - 1951 Enrique Braganza
- 1952 - 1953 Juan de G. Rodriguez
- 1953 - 1963 Conrado Estrella
- 1963 - 1967 Francisco Duque
- 1967 - 1971 Cipriano Primicias jr.
- 1971 - 1986 Aguedo Agbayani
- 1986 - 1992 Rafael Colet
- 1992 - 1995 Aguedo Agbayani
- 1995 - 1998 Oscar Orbos
- 1998 - 2007 Victor E. Agbayani
- 2007 - 2016 Amado Espino jr.

## Economie

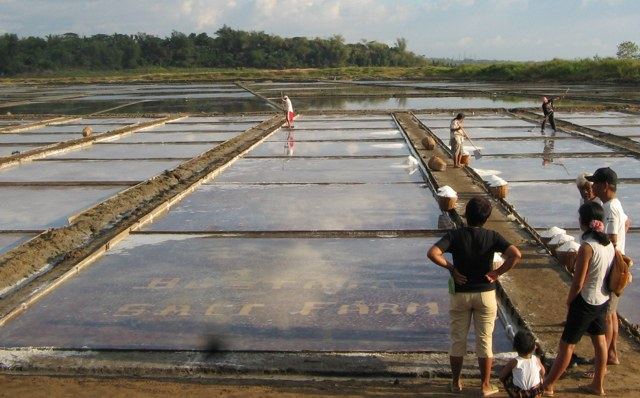
Commerciële zoutindustrie in Dasol.

De belangrijkste pijler van de economie van Pangasinan is de landbouwsector. Enkele veelvoorkomende producten zijn zout, kokosnoot, tabak en knoflook en rijst. Langs de kusten van de Lingayengolf en de Zuid-Chinese Zee zijn ook veel viskwekerijen te vinden, waar voornamelijk bangus en milkfish, malaga en garnalen gekweekt worden. Daarnaast wordt er ook veel handwerk gemaakt, met producten van bamboe, rotan en schelpen. Ook weverijen, pottenbakkers en meubelmakers komen er veek voor.
Uit cijfers van het National Statistical Coordination Board (NSCB) uit het jaar 2003 blijkt dat 31,7% (13.412 mensen) onder de armoedegrens leefde. In het jaar 2000 was dit 37,0%. Pangasinan is daarmee iets armer als het landelijk gemiddelde van 28,7% en staat 56e op de lijst van provincies met de meeste mensen onder de armoedegrens. Van alle 79 provincies staat Pangasinan 54e op de lijst van provincies met de ergste armoede..

## Flora en Fauna

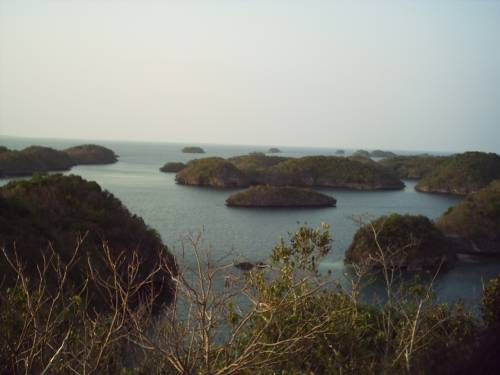
Enkele van de eilanden gezien vanaf Governor Island

In de provincie Pangasinan ligt het Hundred Islands National Park. Dit nationaal park omvat de ongeveer 123 kleine eilandjes voor de kust in de Golf van Lingayen.

## Geboren in Pangasinan
- Nicanor Padilla (Lingayen, 10 januari 1852), medicus en politicus (overleden 1936);
- Jose Abad Santos (San Fernando, 19 februari 1886), opperrechter van het Hooggerechtshof van de Filipijnen (overleden 1942);
- Victorio Edades (Dagupan, 13 december 1895), kunstschilder en nationaal kunstenaar van de Filipijnen (overleden 1985);
- Carlos Bulosan (Binalonan, 24 november 1913), Filipijns-Amerikaans auteur (overleden 1956);
- Aguedo Agbayani (Lingayen, 16 december 1919), afgevaardigde en gouverneur (overleden 2003);
- F. Sionil José (Rosales, 3 december 1924), Filipijns auteur;
- Fidel Ramos (Lingayen, 18 maart 1928), president van de Filipijnen (1992-1998);
- Cipriano Primicias jr. (Lingayen, 17 april 1931), afgevaardigde en gouverneur (overleden 2012).
- Benjamin Abalos (21 september 1935), politicus;
- Jose de Venecia jr. (Dagupan, 26 december 1936), politicus en voormalig voorzitter van het Huis van Afgevaardigden.
- Hermogenes Esperon jr., (Asingan, 9 februari 1953), voormalig commandant van de Filipijnse strijdkrachten;

## Voetnoten
1. ↑  Oppervlaktecijfers uit 2007, National Statistical Coordination Board (NSCB).
2. 1 2  Persbericht van het Philippine Statistics Authority met de resultaten van de Census van 2015
3. ↑  Armoedestatieken van het National Statistical Coordination Board (NSCB)